# Reserva nacional de flora y fauna de Tariquía

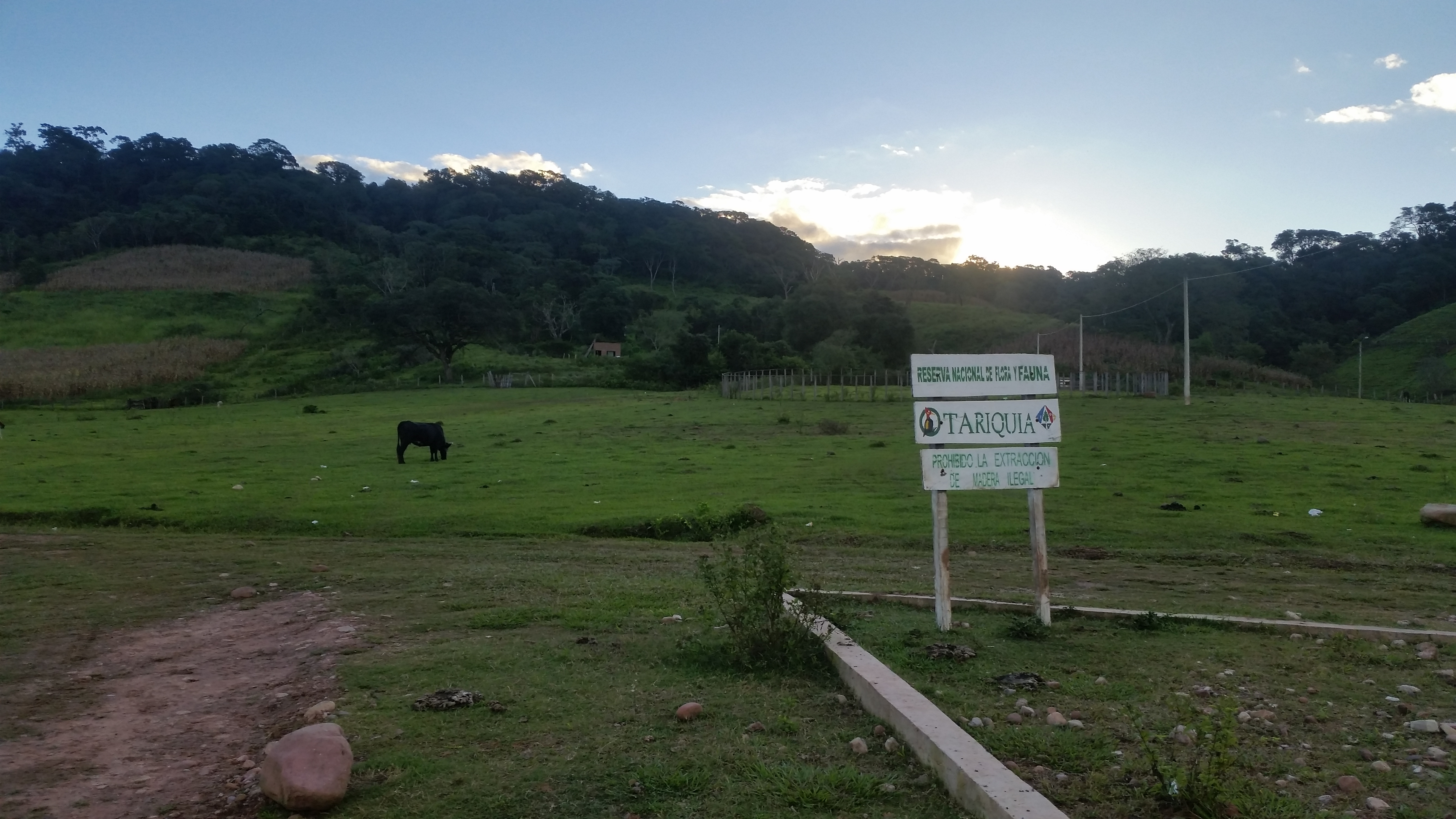

La Reserva Nacional de Flora y Fauna de Tariquía es un área protegida de Bolivia, ubicado en la provincia de Arce, pero llega a extenderse a las provincias de O'Connor, Gran Chaco y Cercado, todas en el departamento de Tarija. Así mismo, se encuentra en proximidad a la frontera con la República Argentina. El municipio principal es Padcaya (centro-este), y los municipios involucrados son el municipio de Entre Ríos (o provincia de O'Connor, sur), el municipio de Caraparí (oeste) y la provincia de Cercado (sureste). Ocupa la región fisiográfica de serranías y planicie chaqueña caracterizada por abruptas serranías paralelas y profundos valles, orientados al rumbo mayor de la Cordillera. La hidrografía está definida por las cuencas de los ríos Salinas, Tarija y Chiquiacá. El área corresponde mayormente a la subregión biogeográfica bosque húmedo montañoso de Yungas o Bosque Tucumano-Boliviano.
La Reserva ofrece una notable belleza escénica conferida por el relieve montañoso y sus bosques mayormente bien conservados. Existen ruinas de las misiones jesuíticas y dominicas al interior. La población está conformada por chapacos y en parte chaqueños.

## Toponimia
En 1691, el padre jesuita José Francisco de Arce fundó la misión de San Ignacio de Tariquea, en la región del Pilcomayo Sur. Tariquea era desde antes el nombre de la región cercana, que luego llegaría a ser usada como nombre de la actual reserva nacional.

## Clima

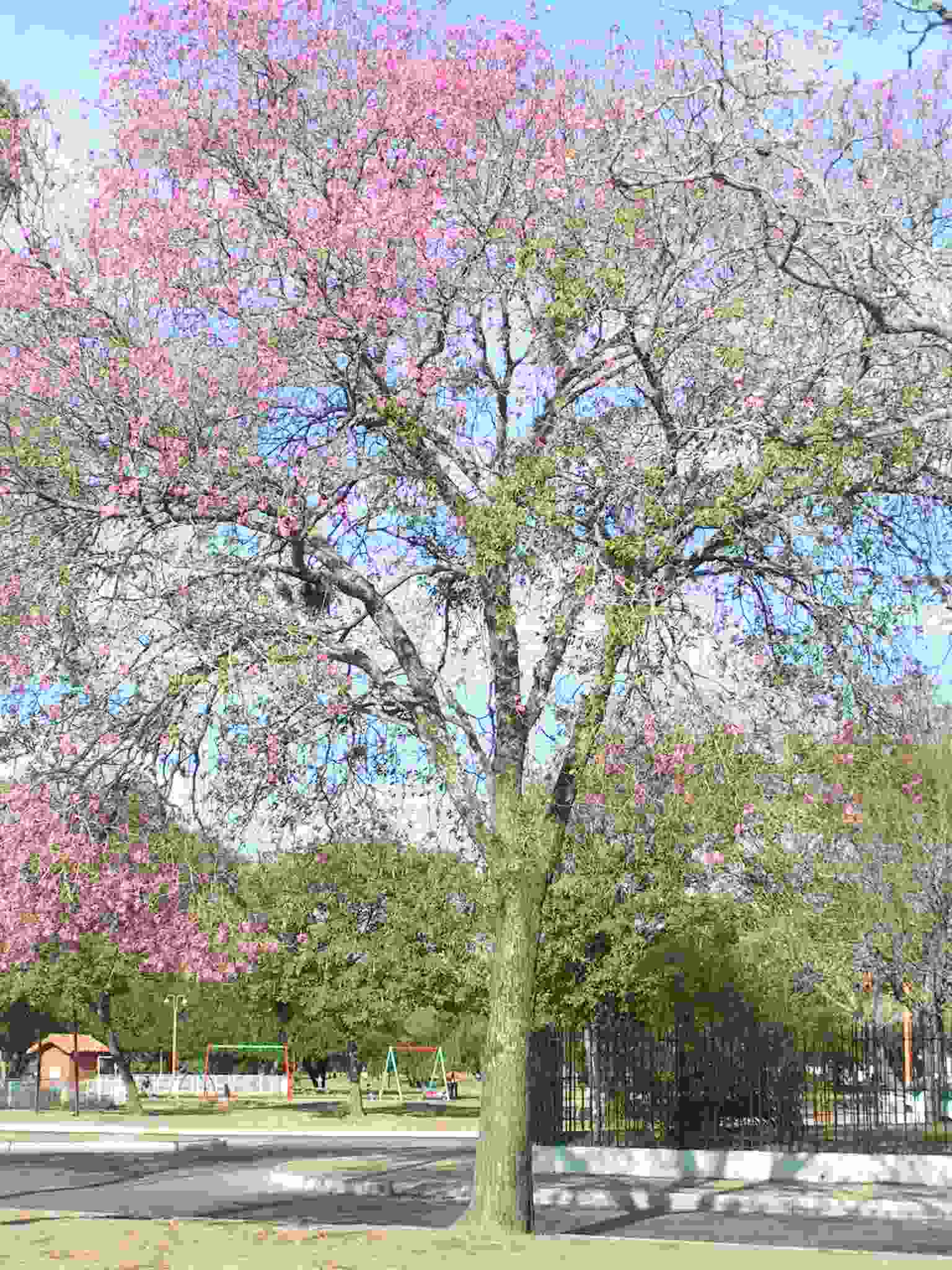
Árbol lapacho que crece en el Gran Chaco y valles de Salta, Tarija y Tucumán, en especial en el bosque tucumano - boliviano

El clima de la región es templado a cálido según la variación altitudinal. El régimen de pluviosidad varía de subhúmedo a perhúmedo en las zonas de mayor exposición a las lluvias orográficas y neblinas,  en un rango aproximado de 900 a 3.000 mm anuales.
El rango latitudinal oscila entre 3.400 y 900 m s. n. m.

## Flora y Fauna
Flora : Se tienen registradas 808 especies de flora y se estima la existencia de 1500 especies de plantas superiores. La Reserva es la única Área Protegida de Bolivia que protege muestras bien conservadas del bosque del Yungas Tucumano-Boliviano. Existen zonas de bosques nublados de ceja de monte, además de praderas neblinosas de altura que corresponderían a formaciones de afinidad parámica. También se presentan en las zonas menos húmedas transiciones al bosque seco de valles mesotérmicos y bosque seco del Chaco serrano. La vegetación presenta una estratificación altitudinal, en la que se distinguen: Selva pedemontana entre 400 y 900 m s. n. m., con una precipitación de 900 mm y una temperatura de 20 °C, siendo éste el sector más seco. La selva montana entre 900 y 1500 m s. n. m., cubre casi el 80% de la reserva, siendo el sector más húmedo con una precipitación entre 1500 a 3000 m s. n. m. El bosque montano, por encima de los 1500 m s. n. m., en el que se encuentran bosques oligo-específicos de pino de monte (Podocarpus parlatorei) y aliso (Alnus acuminata). En estos bosques se pueden encontrar unas 112 especies arbóreas, siendo las más comunes el cebil (Anadenanthera colubrina), la tipa (Tipuana tipu), el barroso (Blepharocalyx salicifolius), el nogal (Juglans australis), el laurel (Cinnamomum porphyria), el cedro (Cedrela lilloi), los tajibos o lapachos (Tabebuia spp) y muchas especies de la familia de las mirtáceas.

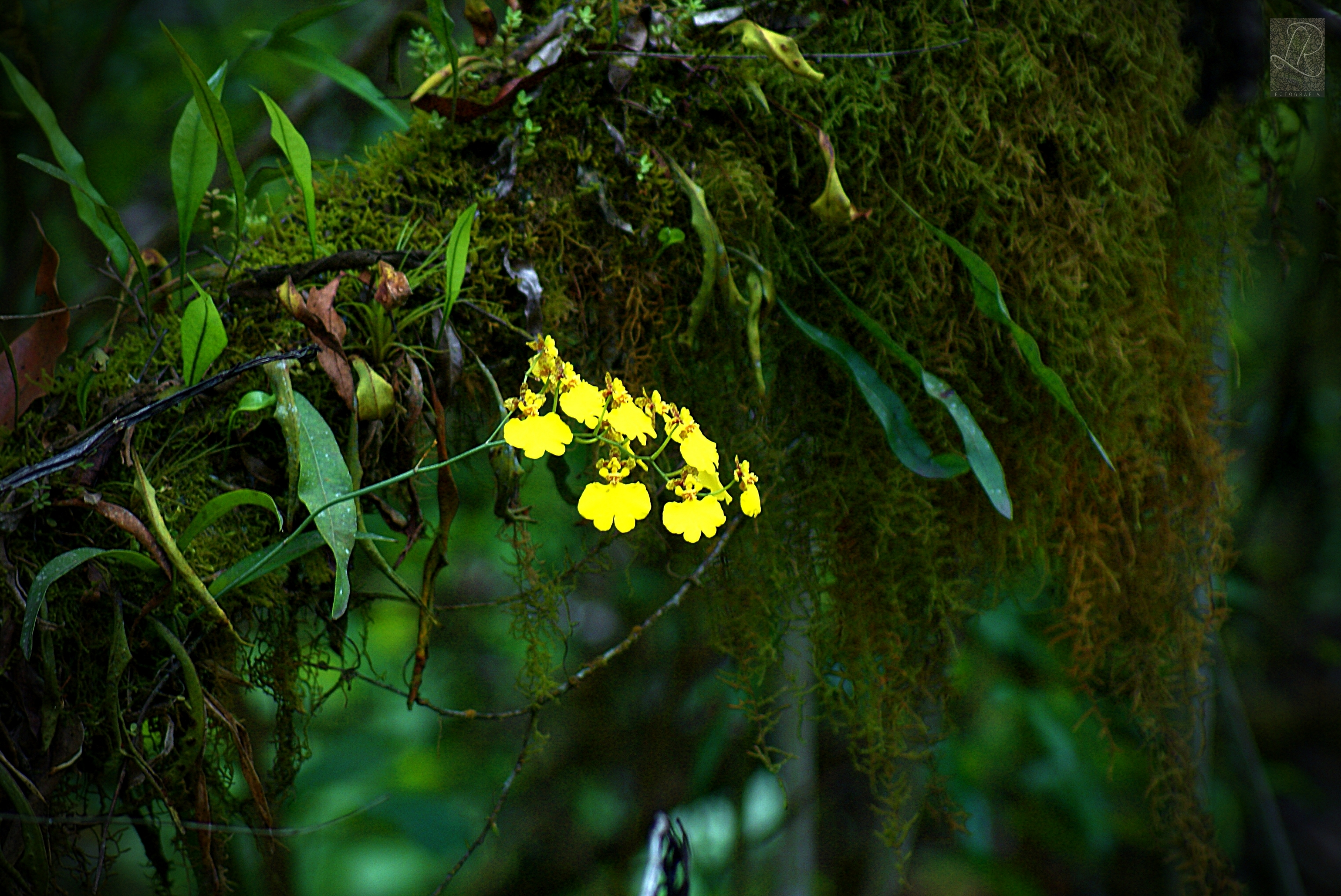
Cartel de entrada a la reserva.

Fauna : Se tienen registradas 406 especies de fauna en la Reserva. La fauna del Área se caracteriza por la presencia de especies que se encuentran amenazadas en Bolivia como el oso jukumari (Tremarctos ornatus), el puma (Felis concolor), la taruca o venado andino (Hippocamelus antisiensis), el yaguar (Panthera onca), el quirquincho (Dasypodidae), el taitetú (Tayassu tajacu), el mono silbador (Sapajus apella), aves como el papagayo militar (Ara militaris bolivianus), el tucán (Tucán toco), el loro hablador (Amazona tucumana), la pava del monte (Penelope dabbenei), el tero-tero, el chajá y varias especies de aves pequeñas que son raras o se encuentran amenazadas. Se estima la existencia de unas 400 especies de aves, de las cuales 241 especies están registradas.

## Valores y estado de conservación
Dada su categoría, la reserva presenta una interesante potencialidad para desarrollar programas de manejo de vida silvestre con repercusión y aplicabilidad regional, es sin duda una reserva natural de una notable diversidad de recursos genéticos.

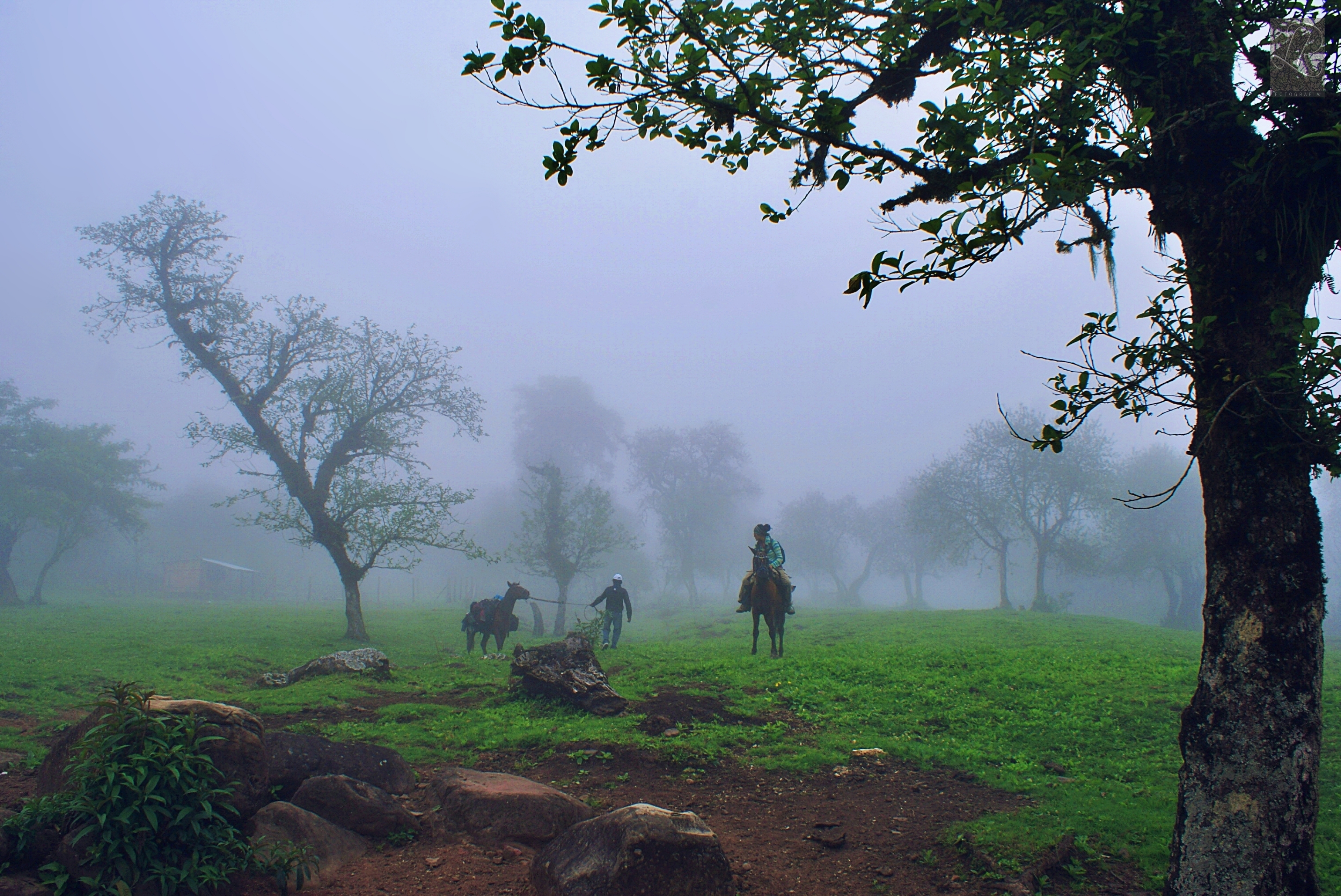
Caballos en la reserva nacional de Tariquía.

Las principales amenazas que enfrenta, provienen del avance de la frontera agropecuaria y el desbosque en terrenos de pronunciada pendiente, de la explotación maderera y del impacto del ganado (vacunos, ovinos y caprinos) en zonas de bosque. La implantación de programas de operación turística no regulados, representaría un riesgo para la estabilidad de los ecosistemas y la calidad ambiental que ofrece la reserva.

### Hidrocarburíferos
En 2018, durante el gobierno de Evo Morales, la empresa estatal Yacimientos Petrolíferos Fiscales Bolivianos (YPFB) y la brasileña Petrobras firmaron dos contratos para la explotación hidrocarburífera en las áreas de San Telmo y Astillero. Ambas zonas se encuentran dentro del área protegida de Tariquía y esto ha desatado protestas de parte de los pobladores de la reserva natural y del Comité Cívico de Tarija con el fin de protegerla. Comunarios de la reserva natural exigieron al gobierno de Jeanine Áñez anular los contratos para la exploración de hidrocaburos.
A principios de 2020, el ministro de hidrocarburos, Víctor Hugo Zamora, aseguró que en Tariquía no se iban a realizar las exploraciones y explotaciones de gas natural. Sin embargo, en mayo de 2022, durante el gobierno de Luis Arce, el representante del Comité Nacional de Defensa de la Democracia (Conade) en Tarija denunció que se reportó el ingreso de maquinaria para comenzar la actividad de explotación hidrocarburífera en la Reserva de Tariquía. Esto fue confirmado por un diputado del partido oficialista Movimiento al Socialismo (MAS), Delfor Burgos, que aseguró que la explotación de hidrocarburos en Tariquía comenzaría el siguiente mes de junio.

## Atractivos turísticos
Para las personas que desean descansar y apreciar las características paisajísticas y particularidades de la Reserva Tariquía es recomendable visitar Sidras para acampar y caminar por la región. Además es posible realizar caminatas al interior de la Reserva.
La visita al Cajón permite admirar diversos paisajes de la región, además de observar algunas especies y acampar.
Sitios de interés:
- Sidras
- Salinas
- La Cueva
- El Cajón: Cañón en el río Grande de Tarija, donde se concentran importantes poblaciones de peces tales como el robal, el dorado, etc.

Es un sitio interesante por el paisaje; en la región es posible además observar aves y algunos mamíferos.